# Боевой (Нижегородская область)
Боевой — посёлок в городском округе город Выкса Нижегородской области России, входящий в административно-территориальное образование Новодмитриевский сельсовет. Население — 1 (2010) чел.

## Общая физико-географическая характеристика
Географическое положение
По автомобильным дорогам расстояние до областного центра — города Нижнего Новгорода — составляет 173 км, до окружного центра — города Выксы — 23 км. Абсолютная высота — 129 метров над уровнем моря.
Часовой пояс
Боевой, как и вся Нижегородская область, находится в часовой зоне МСК (московское время). Смещение применяемого времени относительно UTC составляет +3:00.

## Население
| 2002 | 2010 |
| ---- | ---- |
| 0    | ↗1   |